# Чёрная Грязь (Жуковский район)
Чёрная Грязь — деревня в Жуковском районе Калужской области России. Входит в состав
сельское поселения «Село Восход».

## География
Фактически слилась с селом Санатория Восход.

### Уличная сеть
ул. Дачная, ул. Малая, ул. Огородная, ул. Полевая, ул. Родниковая, ул. Центральная

## История
В XVIII веке относилась к Малоярославецкому уезду, располагалась на отвершке Черногрязский близ реки Протва.
Находилась на пересечении двух больших дорог — Старой  Калужской  дороги из Боровска в Серпухов.Тогда деревня Чёрная грязь с пустошами принадлежала, вместе с селами Ильинское и Овчинино, деревнями Дадаровка, Горнево, Лопатинка, Филипповка, Деньгино, Тяпкино, Ахматовка, Кузнецово, Семкино, Детцово, Киево, Починок, Гарнечевка, Васильчиково, Тимохино, Нестеровка, Ляблино, Марьино, Пургасово, Худяковка (Помыкаловка), Каншино, Зыбаловка Коллегии экономии синодального правления, а прежде графам Орловым.

## Население
| 2002 | 2010 |
| ---- | ---- |
| 44   | ↗100 |

## Инфраструктура
СНТ.

## Транспорт
Деревня доступна автотранспортом. Исторически возникла на пересечении дорог из Боровска в Серпухов и из Калуги в Москву (современное именование 29К-012 и 29Н-178).